# Reklam

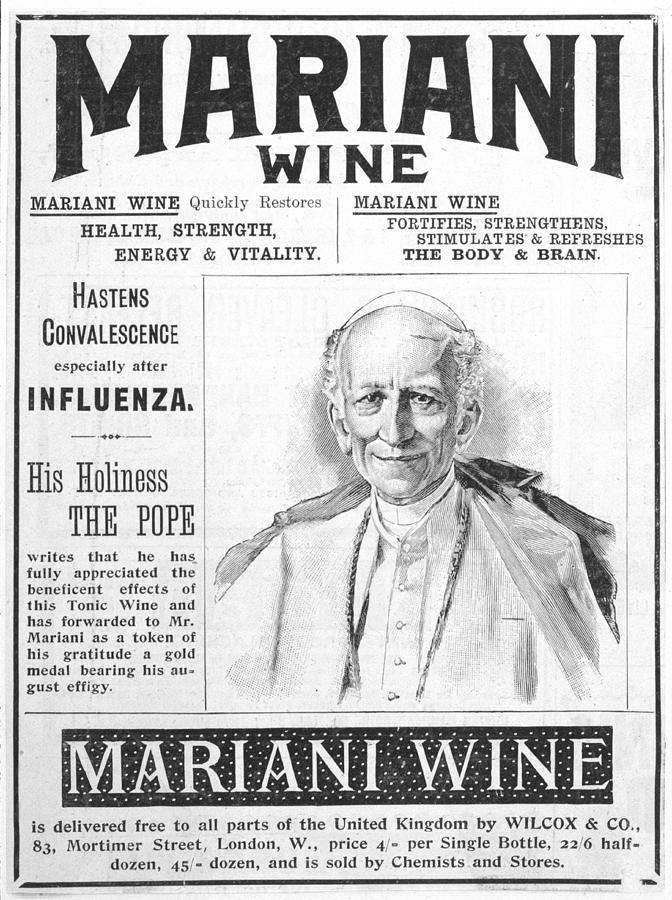
Reklam från 1800-talet för Vin Mariani med påve Leo XIII.

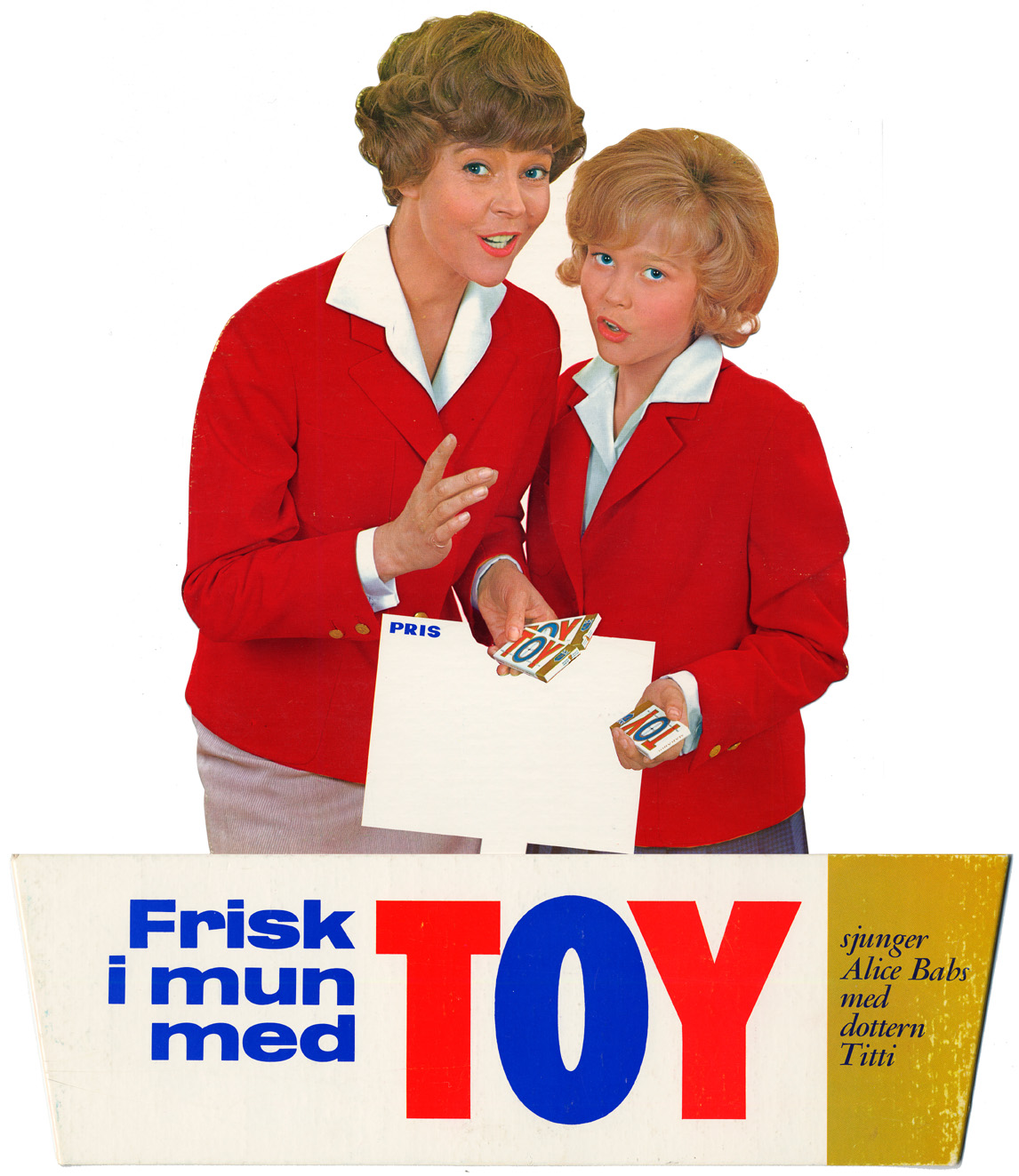
Alice Babs och Titti Sjöblom gör reklam för Toy tuggummi 1960.

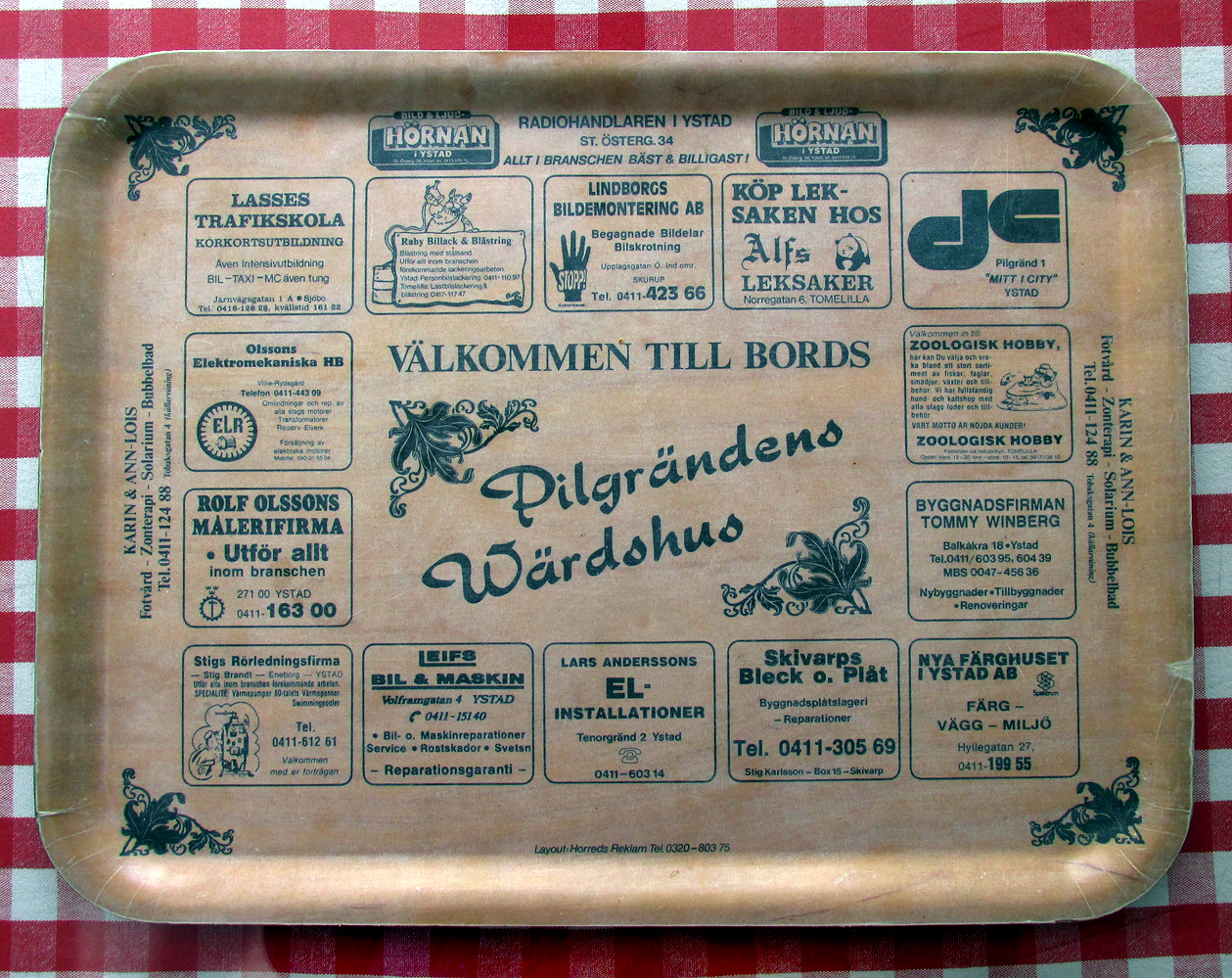
En serveringsbricka från 1970-talet med reklam för diverse lokala företag i Ystad.

Reklam är en form av kommersiell propaganda som görs för att främja försäljningen av en vara eller tjänst. Genom olika medier förmedlas ett budskap i form av ett betalt utrymme. Exempelvis kan budskapet bestå av text och bild och vara riktad till en specifik målgrupp. Enligt en bredare tolkning avser reklam också en intresseorganisations spridning av idéer och värderingar.
Avsikten med reklam är att marknadsföra ett företags produkter eller tjänster med målet att påverka en konsuments beteende och skapa en relation med kunden. Det finns flera sätt att uppnå en effekt genom reklam och reklamen utformas därefter. Till stor del handlar reklam om att lyfta fram en produkts eller tjänsts fördelar, genom att exempelvis jämföra den med konkurrenter, visa upp praktiska fördelar med den eller belysa sidoeffekter och den sociala status som den ger.
Annonsering är kommunikation vars syfte är att informera potentiella kunder om produkter och tjänster och hur de ska använda och införskaffa dem. De flesta medier agerar idag kanal för dessa meddelanden. 
Television, radio, filmer, tidningar, tv-spel, Internet och anslagstavlor är exempel på kanaler. Annonser är ofta utplacerade av en annonsbyrå på uppdrag av ett företag.

## Historia
Ordet kommer från tyskans "reklame" av franskans "réclame" och har funnits i svenska språket sedan 1831.
Den äldsta och enklaste formen av reklam är "mun till mun-metoden" det vill säga att ett rykte sprids mellan människor om en produkt eller tjänst. Denna ryktesspridning är en hörnsten i en stor del av reklamen, i synnerhet när verksamheter vill bygga ett starkt varumärke och stärka företagets anseende eller framtoning. När skriftspråket, böcker och senare boktrycket uppfanns tillkom möjligheten att nå konsumenter via nya vägar. Ett mer raffinerat sätt att marknadsföra sig blev att använda grafik för att upplysa om sin verksamhet. En skomakare kunde till exempel ha en skylt föreställande en sko utanför sin verkstad. Det gick då att producera ett reklambudskap som kunde lagras och transporteras samt nå ett stort antal personer vid olika tidpunkter och platser. Utvecklingen av reklam tog fart i västvärlden under 1800-talet i takt med att läskunnigheten ökade. Tidningar och tidskrifter publicerade reklam och började använda intäkterna för att finansiera sin verksamhet. Utomhusreklam, särskilt i städer, ökade. Under 1900-talet kom nya medier i form av radio, TV, film och senare även internet och andra digitala, interaktiva medier. Samtidigt utvecklades forskning runt reklam och lärdomar kom från beteendevetenskap såsom psykologi och sociologi. Under detta århundrade växte kunskapen om hur reklamen kan spela en avgörande roll för ett företags försäljning. Från 1980-talet och framåt har reklam alltmer knutits till utvecklandet av företags varumärken. Det har också inneburit att den vidare termen marknadskommunikation har blivit viktigare för att fånga den mängd områden och verksamheter som tidigare beskrevs som reklam. En tydlig illustration för denna förändring är Svenska Reklamförbundet som 2009 bytte namn till Sveriges Kommunikationsbyråer.

## Mål
Målet med reklam är att skapa budskap som gör att människor konsumerar. Budskap är alltså samma till befintliga konsumenter som till nya potentiella konsumenter avseende ett företags produkt. En produkt kan vara en vara, till exempel en bil eller ett klädesplagg. En produkt kan även vara en tjänst, till exempel försäkring eller en bilreparation. En metod till att nå en målgrupp kan vara att rikta sig mot de personer som har ett starkt socialt inflytande på sin omgivning. Dessa konsumenter brukar kallas kosmopoliter och är ofta initiativtagande och socialt utåtriktade inom exempelvis en vänskapsgrupp eller en arbetsgrupp. De är så kallade innovatörer i modellen om adoptionsprocessen av en produkt, och är de konsumenter som under introduktionsfasen i produktlivscykeln väljer att köpa produkten. Kosmopolitens åsikter, värderingar och konsumtionsvanor tas sedan ofta upp av dess omgivning.
Majoriteten av all reklam avser informativ reklam vilket innebär att få en konsument, mottagare, att upptäcka nya produkter, bygga upp en varumärkesimage på marknaden och kommunicera kundvärde. En stark varumärkesimage är viktigt för vissa produkter, en image är den uppfattning konsumenten har om en produkt, ofta kopplat till dess varumärke. Relativt dyra produkter som bilar är beroende av en stark image, medan snabbkonsumerade och billiga produkter som tuggummi är mindre beroende av ett starkt varumärke för att kunden ska välja dessa. Om avsändaren är utsatt för konkurrens kan övertygande reklam vara viktigare. Det är reklam som har som mål att övertyga konsumenter att företagets produkter är de bästa på marknaden, att få konsumenter att vilja köpa deras produkt direkt, samt förbättra bilden av företaget. För produkter som är stabilt etablerade, till exempel Coca-Cola, som använder sig av påminnande reklam som har målet att upprätthålla intresse och kundrelationer. Denna typ av reklam avser att påminna konsumenter om var de kan köpa produkten samt säkerställa att konsumenter inte glömmer bort produkten under eventuell lågsäsong.
I vissa fall försöker reklamen överhuvudtaget inte ge positiva intryck, utan använder negativa eller kontroversiella budskap för att framkalla uppmärksamhet för produkten.

## Typer av reklam

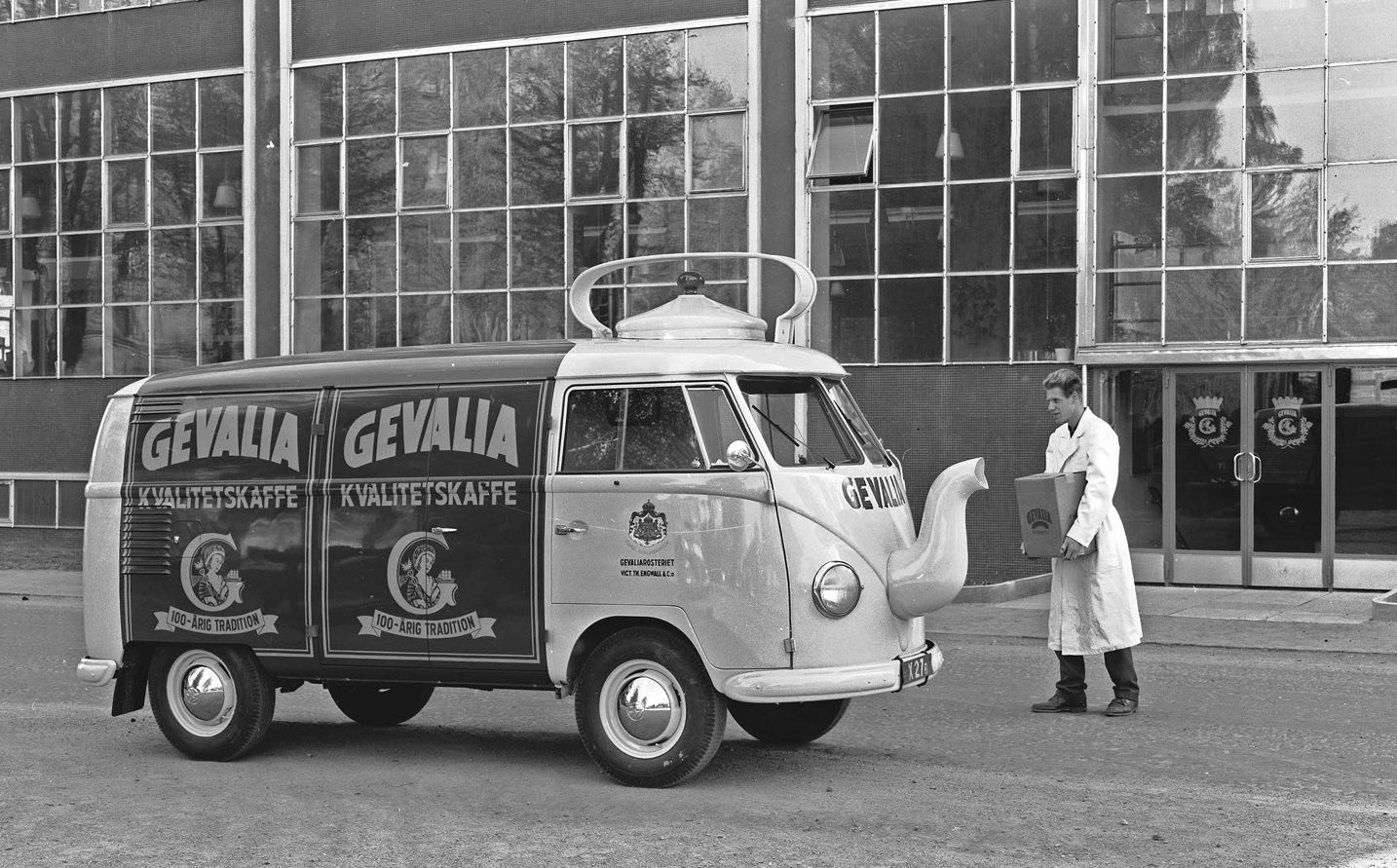
En specialdesignad bil med reklam för Gevalia kaffe 1956.

Det finns olika typer av reklam och de utformas på olika sätt beroende på vilket medium, det vill säga genom vilken kanal man väljer att nå ut genom. TV, radio, och tidningsreklam är några exempel. Reklam delas in i två huvudgrupper, reklam med tydlig avsändare och dold reklam. Reklam med en tydlig avsändare är även tydlig med sitt syfte som är att få konsumenter att köpa dess produkt till skillnad från den dolda reklamen som är svårare för konsumenter att lägga märke till. 

### Indirekt reklam
Indirekt reklam är reklam som man vet finns utan att företaget egentligen behöver marknadsföra. Till exempel Apple har ett väldigt starkt varumärke, deras produkter är väldigt attraktiva utan speciellt mycket marknadsföring. Ett varumärke är till för att särskilja sig från sina konkurrenter och på så sätt få sig själv att synas. Vid första anblicken av ett varumärke så drar vi människor automatiskt slutsatser som är grundade på vad vi själva tycker. Detta kan man sammanfatta med att det är människorna som bestämmer styrkan i ett varumärke, grundat på vad vi vet, sett, känt och hört om varumärket under en längre period. Detta är indirekt reklam. Det sker bland annat när människor pratar med varandra. Man påverkar varandra genom att tala gott eller ont om en vara/tjänst, på så sätt stärks eller sänks ett företags varumärkesvärde för de personerna .

### Sales promotion
Sales promotion kan beskrivas som kortsiktig initiativ för att uppmuntra köp eller försäljning av en produkt eller tjänst. Detta inkluderar bland annat rabatter, specialerbjudanden, kuponger och demonstrationer m.m. Det finns till för att kontinuerligt ge konsumenterna en anledning att handla av företaget och även för kunderna får motiv att prova nya produkter hos företaget.

### Personal selling
Personal selling är personlig presentation av företagets säljkår med syfte att marknadsföra försäljningen och bygga upp kundrelationer. Med en positiv bild mot allmänheten så finns det en större chans att konsumenter vill vända sig mot det företag.

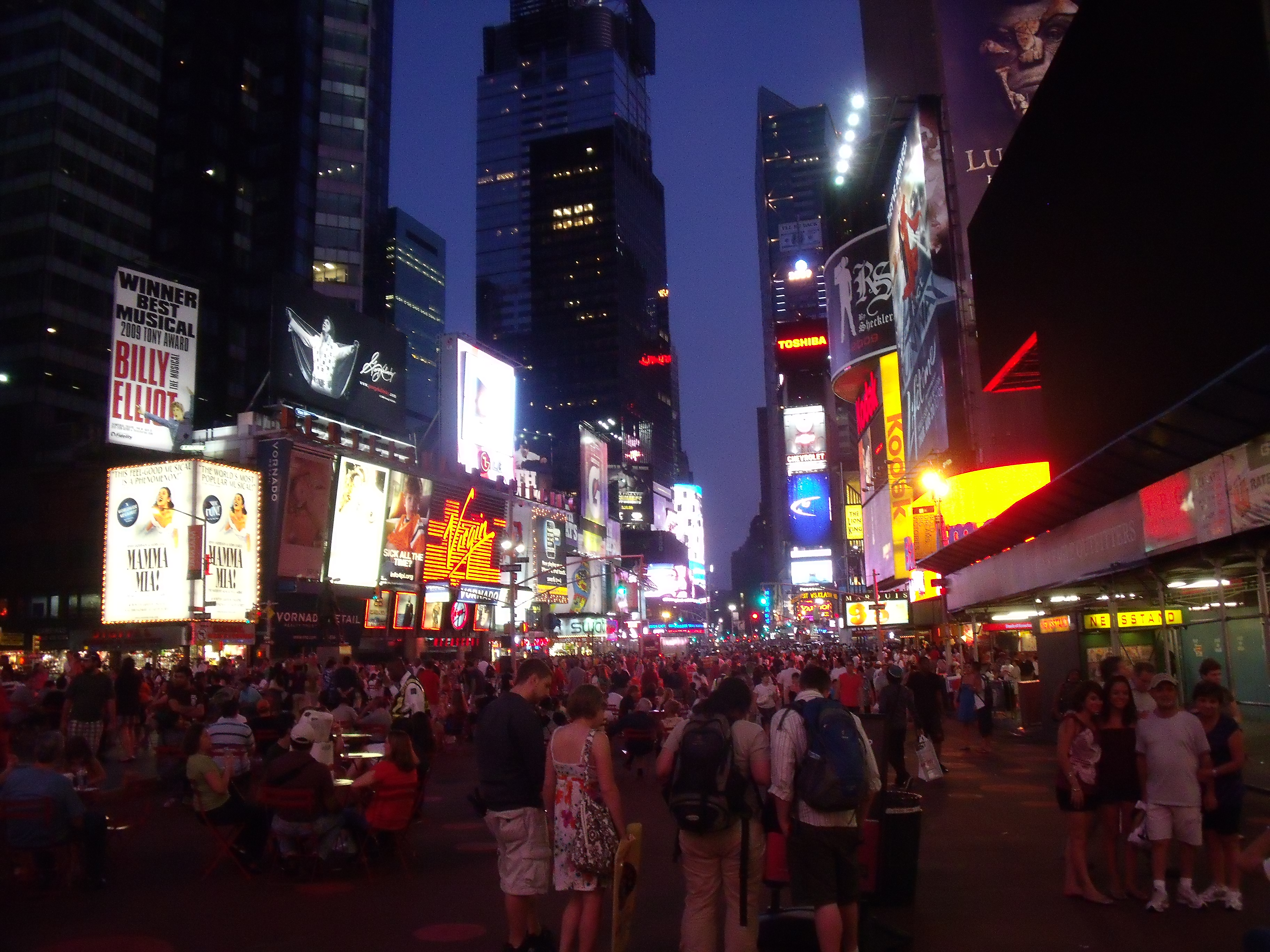
New York, Times Square

Andel reklam globalt
| Medium           | 2015  | 2018  |
| ---------------- | ----- | ----- |
| TV-reklam        | 37,7% | 34,8% |
| Internetreklam   | 19,9% | 18,2% |
| Mobilreklam      | 9,2%  | 18,4% |
| Tidningsreklam   | 12,8% | 10,1% |
| Reklam i magasin | 6,5%  | 5,3%  |
| Utomhusreklam    | 6,8%  | 6,6%  |
| Radioreklam      | 6,5%  | 5,9%  |
| Bioreklam        | 0,6%  | 0,7%  |

### Reklam i rörlig media
Detta avsnitt är en sammanfattning av Reklamfilm och Reklam i TV
Reklam i kommersiell TV är vanligtvis mellan två program och kallas reklamavbrott. Reklamfilmer ger annonsören möjlighet att kommunicera med ljud och bild. Genom undersökningar kan TV-kanaler eller den aktuella mediakanalen ta reda på ungefär vilken publik som ser vilket TV-program. Detta ger möjlighet att rikta reklamen mot en specifik målgrupp. Detta möjliggör i sin tur en optimal försäljning för sändaren, det vill säga annonsören, eftersom de kan rikta olika annonsörers budskap mot de personerna som just de vill vända sig till och följaktligen också prissätta tiden och kontakterna de förmedlar högre. TV-kanalerna brukar ta betalt för sitt reklamutrymme per sekund om de inte har tillgång till mer avancerade mätningar. Taxan är då beräknad utifrån antalet tittare som ser programmet som reklamen visas i anslutning till. I de flesta fall finns det dock tillgång till mätningar över hur många som ser reklamen och programmen, och då sätts priset utifrån antalet kontakter samt vilken typ av kontakter det är. 
Andra sätt att annonsera i TV är exempelvis genom annonsering vid TV-sända idrottsevenemang, eller genom sponsring av program.
Under en timme får en TV-kanal visa högst 12 minuter reklam och varje avbrott får inte vara kortare än en minut. Maximalt 15 procent av sändningstiden får lov att vara reklam och program riktade till barn eller sändning av en gudstjänst får inte lov att innehålla reklamavbrott. Tobak, alkohol och receptbelagda läkemedel är inte tillåtet att göra reklam om, undantag dock för TV-kanaler som inte sänder från Sverige, till exempel TV3 och Kanal 5 där gäller de regler och lagar som råder i respektive land.
På biografer visas reklamfilmer innan en filmvisning. I Sverige var detta länge det dominerande mediet för rörlig reklam innan kommersiell TV kom på 1980-talet. Idag har dock bioreklamens betydelse sjunkit, bland annat på grund av färre biobesök.
Rörlig reklam syns alltmer i människors vardag. Några exempel är LCD-skärmar i matvarubutiker, på restauranger, kaféer, tåg, bussar och i taxibilar.

### Tidningsreklam
Reklamannonser i tidningar och tidskrifter är en av de äldsta reklamformerna. Reklamen är den största inkomstkällan för utgivare av tidningar och tidskrifter. Då det finns flera olika tidningar som har olika typer av inriktningar är det lätt att rikta sig mot en viss målgrupp. Exempelvis en tidskrift som handlar om jakt och fiske, då är det lämpligt för en butik som säljer produkter relaterat till jakt och fiske att annonsera där. 
Fördelar med att annonsera i en dagstidning är att det är flexibelt och att det även når konsumenter som är eftersläntrare. Alltså personer som inte tar till sig nya produkter förrän att den blivit en självklar del av konsumtionsmiljön. Nackdelar eller begränsningar med denna typ av annonsering är att det är kort livslängd, då det endast är ett uppslag i dagens upplaga, det är dyrt samt att det är begränsad tryckkvalitet.
Annonsering i ett tidningsmagasin är fördelaktigt på så sätt att det är hög geografisk och demografisk selektivitet, läsare är utspridda över en stor geografisk area till skillnad från en lokal dagstidning. Den demografiska selektiviteten gör att personer som delar ett specifikt intresse kan vara spridda vad gäller ålder, kön, inkomst och utbildning exempelvis. Fler fördelar är att trovärdigheten är hög, det är hög produktionskvalitet, hög exponering bland läsare samt lång livslängd då det är längre tid mellan de utgivna publikationerna hos ett tidningsmagasin jämfört med en dagstidning. Nackdelarna eller begränsningarna är att det är långa ledtider och höga kostnader.
Det finns möjlighet att inkludera reklam i en tidnings journalistiska material, det vill säga låta en journalist ha med regelrätt reklam i sina texter. Detta är inte alltid tillåtet eller etiskt accepterat, men genom reklamformer såsom PR, riktade mot journalister så kan effekten ändå uppnås. Skulle en regel brytas eller en etisk konflikt uppstå kan man vända sig till reklamombudsmannen.

### Produktplacering
Produktplacering är när en produkt syns inför en publik, det kan vara en produkt som används av en karaktär i en film, butik eller ett märke som syns. Oavsett om produkten eller varumärket är väl synligt eller väl dolt är det produktplacering. Det finns produktplacering i ett flertal typer av underhållningsmedia. Från början var det främst tänkt att synas i TV-rutan. Produktplaceringar finns i allt från serietidningar och tv-spel till musikvideor.
Produktplacering används flitigt inom filmindustrin med flera kända exempel. I James Bond filmerna används de senaste sportbilarna flitigt och handleden pryds av fina klockor från exempelvis Omega.

### Radioreklam
Radioreklam är reklam via radio. Numera använder man sig av radioreklam där man typiskt i en mening eller två försöker ge sin målgrupp en bild av sin organisation och dess tjänster för att stärka sina kundrelationer, men så har det inte alltid sett ut. Den 22 augusti 1922 sände en radiostation i New York, WEAF, vad som senare generellt accepterats som världens första radioreklam. 

Det finns många positiva aspekter kring denna typ av marknadskommunikation. En av de mest betydande är att det är lätt att nå sin målgrupp. Genom radions geografiska och demografiska precision kan företag mer specifikt placera sin reklam så att de får en stor räckvidd och en bättre avkastning på sin marknadsföringsinvestering. Eftersom radioreklam inte är den mest kostsamma så kan företag även nå sin målgrupp i en hög frekvens. Radioreklam ger möjlighet att nå mottagare som inte aktivt använder mediet, det vill säga att de har radion på i bakgrunden. En tidningsläsare eller biobesökare är jämförelsevis mer inriktad på själva mediet. Att radioreklam endast kan nå mottagarna genom ljud kan ses som en nackdel då man inte kan stödja budskapet med en visuell bild av sin tjänst eller produkt vilket kan ge en låg koncentration på mediet.

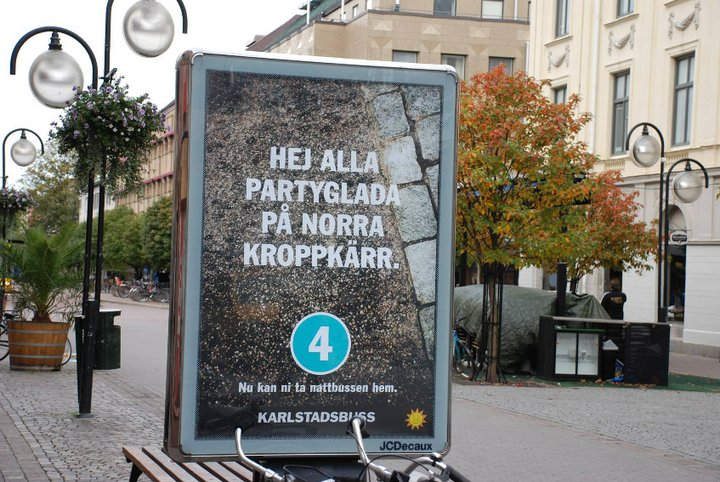
Utomhusreklam för Karlstadsbuss

### Utomhusreklam
Utomhusreklam är en gammal men effektiv reklamform. Det består av reklam som visas i det offentliga rummet, som på byggnader, bussar och liknande. Exempel på utomhusreklam är affischering, annonstavlor och digitala skyltar. Kommuner i Sverige har i samråd med stora medieföretag såsom JCDecaux och Clear Channel fått lov att bygga till exempel utomhusmöbler och väderskydd med syftet att dessa gatumöbler sedan ska gå att finansieras endast via olika reklamkampanjer.
Utomhusreklam har sina kreativa begränsningar då man blir tvingad att hålla sig till korta och koncisa budskap. Liknande radioreklam lyckas man med utomhusreklam sällan fånga konsumenternas fulla uppmärksamhet. Utomhusreklamens effektivitet ligger i att företaget lyckas pricka in rätt område att synas på. Organisationer kan även positionera reklamen i närheten av sin försäljning.

### Direktreklam
Direktreklam är en reklamform som skickas direkt till mottagaren. Till direktreklam räknas kataloger, brev, reklamblad, broschyrer och e-post. Direktreklam utgår ifrån någon form av register vilket tillåter att organisationen kan rikta reklamen till sin målgrupp. Utifrån den tillgängliga informationen väljer marknadsförare att redigera informationen i reklamen till en mera personlig reklamkampanj. Direktreklam är en kostsam reklamform men den kan ge ett personligt intryck och är där av en väl använd marknadsföringsinvestering som ofta når målgrupper i stor räckvidd. En nackdel med direktreklam är att det kan upplevas som ”skräppost” för mottagare och det kan påverka företagets image.

### Public relations
Public relations (PR) innebär kortfattat att organisationer försöker utveckla och bevara goda relationer mellan organisationer och kunder eller andra intressentgrupper, både kort- och långsiktigt. Att ha en långsiktig relation till sina kunder gör att de är mer benägna att välja samma vara, tjänst eller varumärke även i framtiden. Public relations mellan intressentgrupperna skapas bland annat genom att företaget håller events eller deltar till exempel debatter.
Medierelationer, produktpublicitet, offentliga relationer, lobbying och investerarrelationer är några typer av de aktiviteter som en PR-avdelning arbetar med. PR förekommer inte bara inom marknadsföring av olika produkter eller tjänster utan även personer, platser, nationer, aktiviteter.

### Internet
Marknadsföring via webben är en modernare typ av reklam. Det finns företag som bara marknadsför genom internet, så som Google. Men de allra flesta företagen använder sig av både traditionell- och onlinemarknadsföring. Under 2000-talet var internetmarknadsföring den snabbast växande sektorn inom reklamfältet. Omkring 2010 hade den vuxit förbi såväl tv-reklam samt annonsering i dagspress. När man annonserar eller marknadsför sin produkt eller tjänst på internet kan företag mäta resultatet och se hur många som har klickat på annonsen.
Sökmotoroptimering, även kallat SEO (search engine optimization) kan förbättra ett företags synlighet på internet. Meningen är att man vill hamna så högt upp i sökmotorns sökfält med hjälp av rätt sökord för att få så många relevanta besökare som möjligt. PPC, Pay Per Click (betala per klick), är även en marknadsföringsmetod där man vill synas på sökmotorernas hemsida. Precis som det låter så köper företaget de ord eller fraser som är relevant till annonsen, men betalar bara för de klick som leder vidare till annonsörens sida. Dessa annonser placeras vid höger sida av resultatlistan men också över eller under. Liknande varianter av webbmarknadsföring är CPM (cost per mille), CPA (cost per aquisition) och CPV (cost per view). 
Affiliatemarknadsföring, förklaras kortfattat som en typ av internetmarknadsföringsmetod där en så kallad publicists uppgift är att skicka vidare internetanvändaren till annonsörens webbsida. Företaget, beroende på avtalet med publicisten, kommer antingen få betala per köp, betala per registrering, betala per klick eller betala per visning av annons. För att koppla samman annonsörer och publicister så finns ett flertal nätverk för denna typ av marknadsföring, ett så kallat affiliatenätverk. Ett exempel på var affiliatenätverk används är inom outbound marketing. Outbound marketing är en traditionell marknadsföringsmetod där man annonserar i bland annat tidningar och på webben, radio- och TV-reklam, affischer.
En annan typ av marknadsföringsmetod är inbound marketing. Inom inbound marketing handlar det om hur man "behåller besökaren på webbplatsen" och genom bland annat så kallade landningssidor/formulär ökar besökarantalet till leads (potentiella kunder). Detta genom att man får anmäla sig eller ge ifrån sig uppgifter såsom e-postadress, namn, företag, för att exempelvis få en e-bok, ett instruktionsblad, anmäla sig till ett seminarium/webbinarium etc. Ett av de företag som ligger bakom begreppet inbound marketing är amerikanska HubSpot som tillhandahåller ett verktyg för att kunna hantera olika inbound marketing-aktiviteter. Det har startats allt fler så kallade inbound marketing-byråer runt om i världen, och det finns också certifierade inbound marketing-konsulter. 
Flödet i inbound marketing är uppdelat i fyra delar: Attrahera främlingar till att bli besökare (via sökord, publicering på sociala medier), konvertera besökare till leads (potentiella kunder) via formulär eller landningssidor, avsluta leads till kunder. Till sist tillfredsställa kunder med t.ex. enkäter eller sociala medier-övervakning för att få reda på vad de gillade eller ogillade.
Marknadsföring via internet har öppnat möjligheter för aktörer, ofta okända för konsumenten, att samla in personliga data om dennes intressen, vanor och beteenden. Konsumenten spåras och profileras för att reklam sedan ska riktas och anpassas till just den individen. Data används även för att diskriminera, manipulera och exploatera.

#### Sociala nätverk
Det finns flera olika typer av sociala medier som företag kan marknadsföra sig via, i januari 2017 var Facebook en av de största. Två andra stora sociala medier är Instagram och Twitter. På framförallt Facebook och Instagram kan företagen sprida sina budskap via bilder och videos där de visar upp sina produkter eller tjänster. Dessa sociala kanaler har flera miljoner användare, på så sätt kan företagen nå ut till en stor mängd intressegrupper och bygga engagemang som kan skapa långvariga kundrelationer. Andra stora sociala medier att marknadsföra sig på är YouTube, Snapchat, Google+, Kik Messenger och Ask.fm.
Social Selling är en marknadsföringsmetod som är en kombination av olika moderna marknadsföringsmetoder: Content Marketing, Inbound Marketing, Thought Leadership och Personal Branding. Här är det inte företaget som ska vara avsändaren av kommunikationen, utan det är främst du som person och din kunskap. Med social selling så visar man upp olika positiva egenskaper för sina kunder i sociala medier, till exempel: du synliggör din kompetens, du visar att du är engagerad, du visar att du förstår kundens behov och marknad och du skapar förtroende hos potentiella kunder. En annan stor social media där social selling kommer till användning är LinkedIn.

## Reklamutmattning
Inom marknadsföring är reklamutmattning en minskning av effektiviteten hos liknande reklam för konsumenter på grund av utmattning, vilket leder till minskad engagemang. Denna utmattning kan variera mellan olika annonser beroende på faktorer som kontext, bild och publik.
Faktorer som upprepning och sekvensen av visning av riktad reklam till en individ kan också påverka när reklamutmattning inträffar.
Reklamutmattning inträffar när samma publik ser reklam för ofta, vilket leder till minskad engagemang och ökade kostnader. Denna situation kan uppstå oavsett plattform, vare sig det är Facebook, Youtube eller andra.
Reklamutmattning kan fördröjas genom upprepning och variation. Konsumenter bekämpar reklamutmattning genom att blockera den.

## Kritik
Även om reklam kan ses som nödvändig för ekonomisk tillväxt, sker den inte utan sociala kostnader. Oönskad kommersiell e-post och andra former av skräppost har blivit så vanliga att de har blivit ett allvarligt hinder för användare av dessa tjänster, samt en finansiell börda för internetleverantörer. Reklam tränger i allt större utsträckning in i offentliga platser, som skolor, vilket vissa kritiker anser är en form av exploatering av barn. Denna ökande komplexitet när det gäller att begränsa påverkan på en specifik publik kan leda till negativa reaktioner från annonsörer. Tillsammans med denna kritik har reklamindustrin ställts inför låga godkännandessiffror i undersökningar och negativa kulturella framställningar. En studie av TV-reklam som genomfördes 2021 visade att för mer än 80 % av varumärkena hade reklam en negativ avkastning på investeringar. Oönskad reklam har kritiserats som stöld av uppmärksamhet.
En av de mest kontroversiella kritiska synpunkterna på reklam nuförtiden är förekomsten av reklam för produkter med högt innehåll av socker, fett och salt, riktad direkt till barn. Kritiker hävdar att reklam för livsmedel som riktar sig till barn är exploaterande och inte tillräckligt balanserad med korrekt näringsutbildning för att hjälpa barn att förstå konsekvenserna av sina livsmedelsval. Dessutom kan barn ha svårt att inse att de får något sålt till dem och är därför mer påverkbara.